# Philipp Fauth

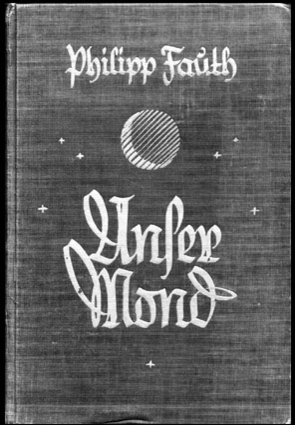
Titulní strana atlasu Unser Mond

Philipp Johann Heinrich Fauth (19. března 1867 Bad Dürkheim, Německo – 4. ledna 1941 Grünwald, Bavorsko, Německo) byl německý selenograf a amatérský astronom. Je považován za posledního ze známých selenografů, kteří se spoléhali především na vizuální pozorování. Na Měsíci je podle něj pojmenován atypický kráter Fauth ležící v blízkosti výrazného kráteru Koperník na přivrácené polokouli.

## Biografie
Byl nejstarší ze tří sourozenců. Podobně jako William Herschel i on měl nadání pro hudbu, od svých pěti let hrál na housle. Stal se později učitelem ve škole. Jeho zájem o astronomii podnítil otec, když mu ukázal kometu Coggia (C/1874 Q1) zářící na obloze před úsvitem. Philippovi bylo tehdy 7 let. V roce 1890 založil soukromou observatoř na travnatém návrší na okraji Kaiserslauternu.
Zemřel 4. ledna 1941 v bavorském Grünwaldu.

## Dílo
Je autorem měsíčního atlasu Unser Mond (v překladu Náš Měsíc) z roku 1936, ten však nenašel přílišné uplatnění.